# Gerald Almeida
Gerald Almeida (* 7. März 1946 in Udyavar) ist ein indischer römisch-katholischer Geistlicher und emeritierter Bischof von Jabalpur.

## Leben
Gerald Almeida empfing am 14. Dezember 1974 die Priesterweihe.
Papst Johannes Paul II. ernannte ihn am 20. Mai 1997 zum Koadjutorbischof von Jabalpur. Die Bischofsweihe spendete ihm der Bischof von Jabalpur, Théophane Matthew Thannickunnel OPraem, am 17. September desselben Jahres; Mitkonsekratoren waren Paschal Topno SJ, Erzbischof von Bhopal, und Leobard D’Souza, Erzbischof von Nagpur.
Mit der Emeritierung Théophane Matthew Thannickunnels OPraem folgte er diesem am 16. Mai 2001 im Amt des Bischofs von Jabalpur nach.
Am 13. Januar 2024 nahm Papst Franziskus seinen altersbedingten Rücktritt an.